# Lemvig
Lemvig er en by i det nordlige Vestjylland med 6.741 indbyggere  (2025), beliggende 23 km sydøst for Thyborøn, 13 km sydøst for Harboøre 24 km vest for Struer og 34 km nordvest for Holstebro. Lemvig er hovedby i Lemvig Kommune, der ligger i det nordvestlige hjørne af Region Midtjylland.

## Geografi
Lem Vig er en del af Nissum Bredning i den vestlige del af Limfjorden. Fra bunden af vigen fortsætter Sødalen med Lemvig Sø 2½ km mod sydøst. Byen er opstået mellem vigen og søen, men har efterhånden bredt sig via de stejle dalsider op på det omliggende plateau. Vejen Vesterbjerg går op ad dalsiden gennem et af Danmarks få hårnålesving, og vejen Østerbjerg går op på plateauet i flere store sving. 5 km syd for byen er terrænet fladt nok til at tyskerne under besættelsen kunne anlægge Lemvig flyveplads (ICAO: EKLV).
En ca. 1 meter høj betonmur på havnen beskytter byen, når vestenstorm skubber vand fra Vesterhavet ind i Limfjorden.

## Kirker
Lemvig hører til Lemvig Sogn, og Lemvig Kirke ligger midt i byen på Torvet, der oprindeligt var kirkegård, men kirkegården blev i 1807 flyttet til Vesterbjerg. Kirken havde oprindeligt et højt, spidst spir og fik først sin nuværende løgformede kuppel ved den store om- og tilbygning i 1933-35. Byvåbnet fra 1800-tallet viser et tårn med løgkuppel, men det må være fantasi, for dengang havde kirketårnet sadeltag.
Johanneskirken, der tilhører den grundtvigske Lemvig og Omegns Valgmenighed, blev indviet i 1883. Den blev opført af den ihærdige kirkebygmester Andreas Bentsen og hans lærlinge og elever fra Vallekilde Højskole.

## Faciliteter
Lemvig har to folkeskoler, begge med fuld overbygning. I byens østlige ende ligger Lemtorpskolen med 397 elever. Den har SFO i Nørlem gamle skole. Ved siden af skolen ligger børnehaven Børnegården, normeret til 70-80 børn. I byens sydvestlige ende ligger Christinelystskolen med 638 elever, herunder også i 10. klasse, samt Lemvig Gymnasium. Lemvig Idræts- og Kulturcenter i nærheden har 3 haller af forskellig størrelse og et svømmebassin. Lemvig Gymnastikforening, grundlagt 1878, tilbyder bl.a. fodbold, gymnastik, volleyball, motion, atletik, dans og rock'n roll. I Sødalen har Thøger Larsen Gruppe under Det Danske Spejderkorps spejderhus.
Ud ad Strandvejen langs vestsiden af Lem Vig ligger Lemvig Golfklub, festplads og marina med Lemvig Roklub og Lemvig Sejlklub.
Lemvig Sygehus er nu en del af Hospitalsenheden Vest og har bl.a. røntgen- og laboratoriefunktioner, jordemoderkonsultation, døgndækkende akutbil og rehabiliteringsafsnit for apopleksipatienter.
Kystdirektoratets hovedsæde med ca. 80 medarbejdere er en stor arbejdsplads i Lemvig.

## Etymologi
Lemvig nævnes allerede som by (oppidum) i kongebreve af 1234 og 1237 samt 1252 i "Ribe Oldemoder", hvor den kaldes Læmwich og Lemvich. Byens navn har tydeligt nok sin oprindelse af vigen, som den ligger ved, og det nærliggende sogn Lem (senere Nørlem).

## Historie

### Middelalderen
Indtil Agger Tange blev gennembrudt i 1825, lå Lemvig på gennemfartsvejen til Thy. Tangen var dog ofte oversvømmet i 1500-tallet, og ad søvejen lå byen afsondret dengang Limfjorden kun var åben mod øst. Lemvig forblev gennem hele Middelalderen en lille by, der kun havde kirke, men ikke kloster eller velgørende stiftelse. Byen blev dog betegnet som privilegeret købstad i 1471.
I et brev fra 1479 omtales en brand, der ødelagde rådhuset.

### Renæssancen
Kong Christian 3. oprettede en latinskole i byen i 1542. I taksten til prinsessestyr 1592 var byen kun ansat til 62½ rigsdaler ligesom Sæby, men dog mere end byer som Skive og Hobro, der kun var ansat til 25 rigsdaler hver. Lemvigs ældste kendte købstadsprivilegier er fra 1545 og senere bekræftet bl.a. i 1597. I en præsteberetning fra 1638 kaldes den "en liden købstad".

### Under enevælden
I 1672 havde byen 450, i 1769 kun 316 indbyggere. Danske Atlas oplyste om den sidstnævnte tælling, at byen i forrige tider har haft "temmelig rige Indvaanere, men nu findes de fleste i maadelige Omstændigheder". Store ildebrande har vel også bidraget til at sætte den tilbage: i 1684 brændte det meste af byen. Verset "Medynk over Ildebranden i Lemvig" af Peder Hemmet blev trykt samme år.
Byens vigtigste næringsveje, handel og skibsfart gennem Limfjorden på Aalborg, København og Norge med korn og andre landbrugsprodukter, blev hæmmet meget af Aalborg og af de dårlige besejlingsforhold i fjorden. Først med åbningen af Aggerkanalen, der også gav nye muligheder for fiskeri, og anlægget af Frederik den VII's kanal ved Løgstør i 1861 blev der skabt forudsætninger for fremgang i byen, som havde et godt og frugtbart opland. I 1850'erne fik byen en ny havn.
Byen led en del ved stormfloder i januar 1839 og i december 1895.

### Den tidlige industrialisering
Lemvigs befolkning var stigende i slutningen af 1800-tallet og i begyndelsen af 1900-tallet: 859 i 1850, 1.107 i 1855, 1.192 i 1860, 1.350 i 1870, 1.710 i 1880, 2.413 i 1890, 3.207 i 1901, 3.289 i 1906 og 3.835 i 1911.
Af fabrikker og industrielle anlæg havde byen omkring år 1900 tobaksfabrik, teglværk, dampmølle og bogtrykkeri. Der blev udgivet 3 aviser i Lemvig: Lemvig Avis, Lemvig Dagblad og Lemvig Folkeblad.
Der blev afholdt marked i februar med heste samt i april, juni, august, september og november med både heste og kreaturer. Der var torvedag hver lørdag.
Befolkningens sammensætning efter næringsvej var i 1890: 269 levede af immateriel virksomhed, 840 af håndværk og industri, 479 af handel og omsætning, 124 af jordbrug, 24 af gartneri, 58 af fiskeri, 40 af skibsfart, 379 af forskellig daglejervirksomhed, 129 af deres midler, 69 nød almisse, og 2 sad i fængsel. Ifølge en opgørelse i 1906 var indbyggertallet 3.289, heraf ernærede 299 sig ved immateriel virksomhed, 167 ved landbrug, skovbrug og mejeridrift, 50 ved fiskeri, 1.455 ved håndværk og industri, 650 ved handel med mere, 326 ved samfærdsel, 136 var aftægtsfolk, 98 levede af offentlig understøttelse og 108 af anden eller uangiven virksomhed.
I 1879 fik Lemvig en privatbane, der har forbindelse med Vemb på den vestjyske længdebane. For at spare blev Lemvig Station lagt oppe på plateauet, så forbindelsen med byen var med hestevogn ad Vesterbjerg eller til fods ad Banegårdsstien. Med de stigende godsmængder blev der dog hurtigt brug for en havnebane, som blev åbnet i 1892. Lemvigbanen blev forlænget til Harboøre og Thyborøn i 1899.

### Mellemkrigstiden
Gennem mellemkrigstiden var Lemvigs indbyggertal svagt stigende: i 1916 3.985, i 1921 4.481, i 1925 4.417, i 1930 4.574, i 1935 4.626, i 1940 4.785 indbyggere. Nogen forstadsdannelse skete ikke i mellemkrigstiden.
Ved folketællingen i 1930 havde Lemvig 4.574 indbyggere, heraf ernærede 356 sig ved immateriel virksomhed, 1.604 ved håndværk og industri, 701 ved handel mm, 533 ved samfærdsel, 283 ved landbrug, skovbrug og fiskeri, 430 ved husgerning, 616 var ude af erhverv og 51 havde ikke oplyst indkomstkilde.

### Efterkrigstiden
Efter 2. verdenskrig fortsatte Lemvig sin befolkningsudvikling. I 1945 boede der 5.245 indbyggere i købstaden, i 1950 5.556 indbyggere, i 1955 5.558 indbyggere, i 1960 5.783 indbyggere og i 1965 6.371 indbyggere. Efterhånden skete fremvæksten af to nye forstæder, Østerbjerg og Rønbjerg Hage, i Nørlem Kommune.
| År                   | 1945  | 1950  | 1955  | 1960  | 1965  |
| -------------------- | ----- | ----- | ----- | ----- | ----- |
| Lemvig købstad       | 5.245 | 5.556 | 5.558 | 5.783 | 5.915 |
| Østerbjerg           | -     | -     | -     | 216   | 304   |
| Rønbjerg Hage        | -     | -     | -     | 126   | 152   |
| Lemvig med forstæder | 5.245 | 5.556 | 5.558 | 6.125 | 6.371 |

### Kommunalreformen i 1970
Lemvig købstad lå i Skodborg Herred i Ringkøbing Amt. Ved kommunalreformen i 1970 bortfaldt begrebet købstad, men Lemvig blev en storkommune, der omfattede sognene Bøvling, Dybe, Fabjerg, Ferring, Fjaltring, Flynder, Gudum, Heldum, Hove, Hygum, Lemvig, Lomborg, Møborg, Nees, Nørlem, Nørre Nissum, Ramme, Rom, Trans, Tørring og Vandborg.

### Kommunalreformen i 2007
Ved kommunalreformen i 2007 blev denne storkommune lagt sammen med Thyborøn-Harboøre Kommune til den nuværende Lemvig Kommune.

## Jernbanen
Vemb-Lemvig-Thyborøn Jernbane (VLTJ) drives nu af Midtjyske Jernbaner. Den tidligere remise- og værkstedsbygning for enden af stationssporene blev revet ned i 1981, og der er nu rutebilterminal og parkeringsplads. Havnebanen, som skifter retning halvvejs nede ad den stejle skrænt, har for længst mistet sin erhvervsmæssige betydning, men er siden 1991 brugt til turistkørsel under navnet Bjergbanen.

## Seværdigheder
Lemvig Museum, etableret i 1931, er et kulturhistorisk museum. Skulpturstien starter i museets have og slutter i Johanneskirkens have. Den første sten på stien er til minde om Genforeningen i 1920.Planetstien starter i hårnålesvinget på Vesterbjerg og slutter ved Gjeller Odde, hvor der er fin badestrand. På Strandvejen ligger Museet for Religiøs Kunst. I juni afholdes Lemvig Marked og Dyrskue på området omkring flyvepladsen. I efterårsferien er der KulturNat i Lemvig.

## Berømtheder
- Digteren Thøger Larsen (1875-1928) levede sit voksne liv i Lemvig og var bl.a. redaktør for det radikale Lemvig Dagblad.
- Skuespiller og biografdirektør Kai Holm (1896-1985) medvirkede i 34 film.
- Billedhuggeren Torvald Westergaard (1901-88) havde atelier i byen og skabte bl.a. de 54 værker, der efter hans død blev opstillet på Skulpturstien.
- Tegneren Henning Gantriis (1918-89) var vittighedstegner ved Politiken og Svikmøllen og lavede fra 1953 tegneserien "Livets gang i Lidenlund" med tydelig inspiration fra Lemvig.

## Venskabsbyer
- Alahärmä
- Sveitarfélagid Gardur
- Jevnaker
- Lindesnes
- Nybro
- Písek

## Galleri
- Bjergbanens bro over Vesterbjerg
- Lemvig Toldbod, nu turistkontor
- Kystdirektoratet
- Lemvig flyveplads